# 大西洋狼魚
大西洋狼鱼（Anarhichas lupus）是狼鱼属的一种鱼类，生活在北大西洋海域。它是一种肉食鱼，对控制普通濱蟹、海胆的数量起到至关重要的作用，但它本身的数量由于人类的过度捕捞而持续减少。

## 特征

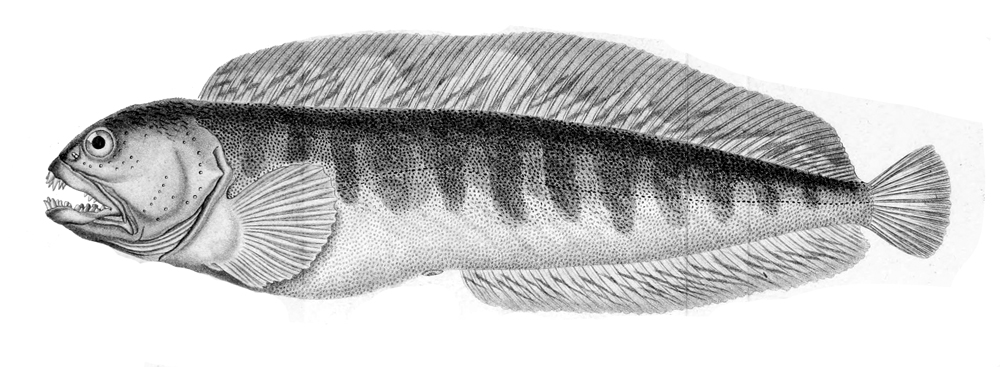
大西洋狼鱼

最大的大西洋狼鱼体长可达1.5（4.9英尺），接近40英磅（18）重。其身体扁长，鳞片不明显，体色从紫褐色、橄榄绿到灰蓝色不等。

## 习性
大西洋狼鱼并不好动，一般都静静地待在海床的岩石缝隙里。它们偏好30至52 °F（−1—11 °C）的冷水，在冰点稍稍靠下的水温中也能存活，栖息深度为水下20—500米（66—1,640英尺）。

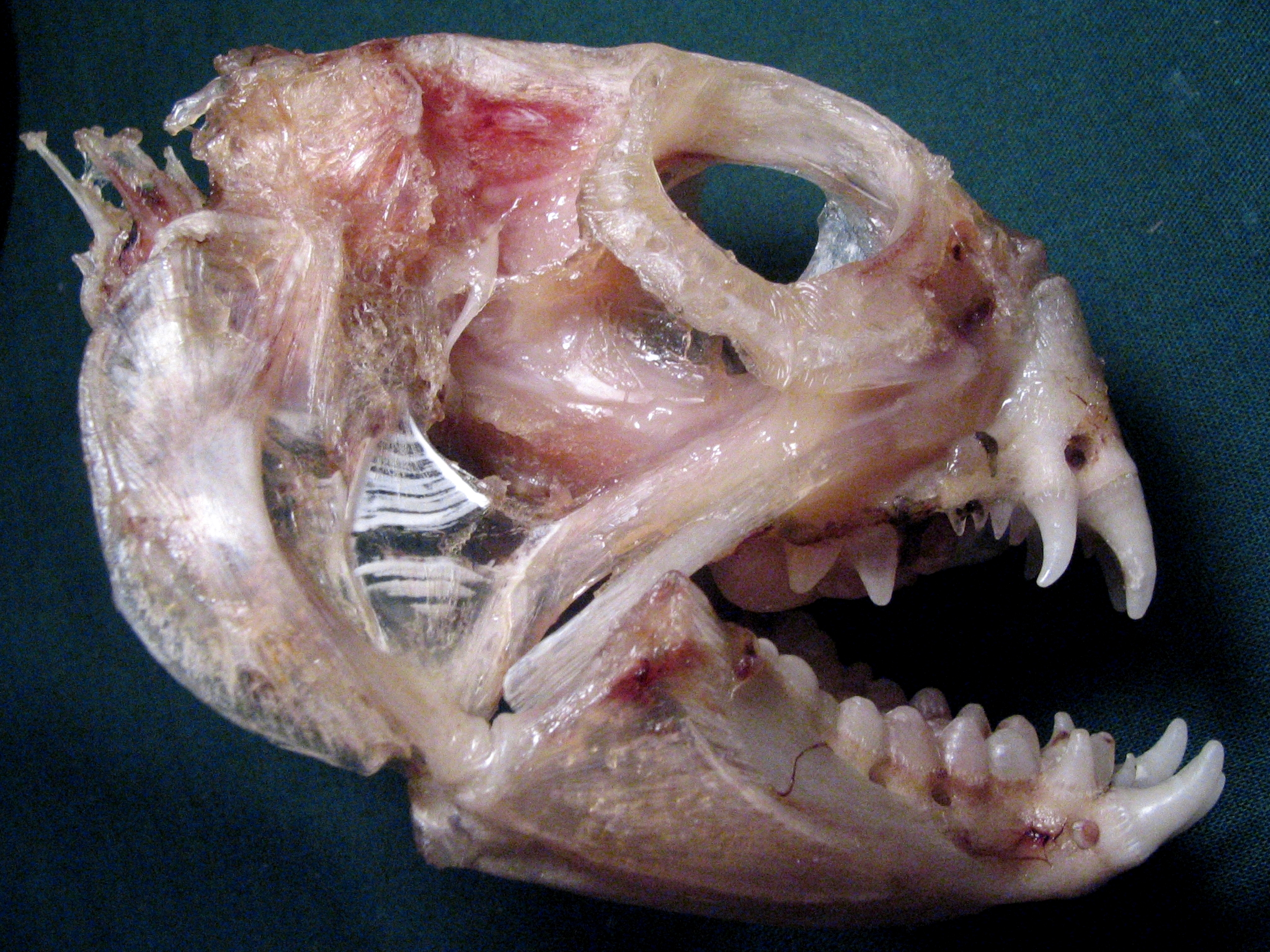
头骨

它是一种肉食鱼，吃各种软体动物、甲壳动物和棘皮动物，但是并不吃鱼。它们常吃的食物包括峨螺、鸟蛤、蛤蜊、寄居蟹和海胆，对控制普通濱蟹、海胆的数量起着至关重要的作用。

### 繁殖
大西洋狼鱼在六岁性成熟，其繁殖方式在鱼类中是很特别的，它们采用体内受精，产出来的卵直径可达5.5–6.0毫米，是世界上最大的鱼卵之一，雄鱼会负责守护这些卵，时间可达四月之久。

## 保护
它是一种食用鱼。由于误捕和过度捕捞，大西洋狼鱼的数量迅速下降。2014年，HELCOM将其在波罗的海的种群列为濒危物种。